# Зважене квазі-арифметичне середнє
Зважене квазі-арифметичне середнє для дійсних чисел {\displaystyle x_{1},\ldots ,x_{n}\!} з ваговими коєфіцієнтами {\displaystyle w_{1},\ldots ,w_{n}\!}
визначається як
{\displaystyle M_{f,w_{1},\ldots ,w_{n}}(x_{1},\ldots ,x_{n})=f^{-1}\left({\frac {w_{1}f(x_{1})+\ldots +w_{n}f(x_{n})}{w_{1}+w_{2}+\cdots +w_{n}}}\right)}
де {\displaystyle f\!} — неперервна строго монотонна функція, а {\displaystyle f^{-1}\!} — обернена функція до {\displaystyle f\!}. 

## Часткові випадки
- При {\displaystyle f(x)=x\!} — отримуємо середнє арифметичне зважене,
- При {\displaystyle f(x)=\log x\!} — отримуємо середнє геометричне зважене,
- При {\displaystyle f(x)=x^{-1}\!} — отримуємо середнє гармонійне зважене,
- При {\displaystyle f(x)=x^{2}\!} — отримуємо середнє квадратичне зважене,
- При {\displaystyle f(x)=x^{\alpha },\ \alpha \neq 0} — отримуємо середнє степеневе зважене.